# Lecci
Lecci (korsisch I Licci) ist eine Gemeinde im französischen Département Corse-du-Sud auf der Mittelmeerinsel Korsika. Sie gehört zum Arrondissement Sartène und zum Kanton Bavella.

## Geografie und Infrastruktur
Durch Lecci führt die Route nationale 198. Die Gemeindegemarkung hat einen Anteil am Weinbaugebiet Vin de Corse und grenzt im Norden und im Osten an Zonza, im Süden an das Mittelmeer sowie im Westen an Porto-Vecchio und San-Gavino-di-Carbini.
Das Siedlungsgebiet liegt auf ungefähr 140 Metern über dem Meeresspiegel.

## Bevölkerungsentwicklung
| Jahr      | 1962 | 1968 | 1975 | 1982 | 1990 | 1999 | 2008 | 2017 |
| --------- | ---- | ---- | ---- | ---- | ---- | ---- | ---- | ---- |
| Einwohner | 318  | 484  | 578  | 678  | 709  | 706  | 1178 | 1735 |

## Persönlichkeiten
- Amédée Fournier (1912–1992), Radrennfahrer